# Banys Àrabs
Banys Àrabs är ett monument i Spanien.   Det ligger i provinsen Província de Girona och regionen Katalonien, i den östra delen av landet, 600 km öster om huvudstaden Madrid. Banys Àrabs ligger 80 meter över havet.
Terrängen runt Banys Àrabs är kuperad åt nordost, men åt sydväst är den platt. Runt Banys Àrabs är det ganska tätbefolkat, med 60 invånare per kvadratkilometer. Närmaste större samhälle är Girona, 0,59 km söder om Banys Àrabs. Runt Banys Àrabs är det i huvudsak tätbebyggt.